# 중식이
중식이는 대한민국의 록밴드이다. 2014년 싱글 〈아기를 낳고 싶다니〉로 데뷔했고, 슈퍼스타K 7에서 높은 인기를 끌기도 했다. 특히 2020년 발매한 〈나는 반딧불〉이 역주행하는 등 높은 인기를 구사하기도 했다.

## 방송
- 슈퍼스타K 7 - Top5(5위)